# Will Keith Kellogg
William Keith Kellogg, llamado generalmente W. K. Kellogg (7 de abril de 1860 - 6 de octubre de 1951) fue un industrial estadounidense especializado en la fabricación de alimentos.

## Biografía
Con su hermano John Harvey Kellogg, inculcó la idea de comer cereales como alimento sano en el desayuno, especialmente avena. En 1906 fundó la Battle Creek Toasted Corn Flake Company (algo así como la compañía de la hojuela de maíz tostada) más adelante Kellogg Company . En 1930, Kellogg estableció el W. K. Kellogg Foundation. Era vegetariano y decía: "¡Cómo podéis comeros algo con ojos!". W. K. Kellogg fue el fundador de la universidad de Kellogg, Oxford. Su rancho en Pomona, California, fue donado a la universidad politécnica de California, al final de la Segunda Guerra Mundial. Su casa de Battle Creek, Míchigan, fue donada a la Universidad Estatal de Míchigan y ahora es la estación biológica de Kellogg .